# Districte de Delhi
El districte de Delhi fou una divisió administrativa de l'Índia Britànica i de l'Índia independent substituïda actualment pel Territori de la Capital Nacional de Delhi (abreujat NCT per National Capital Territory). La superfície el 1881 era de 3307 km² i la població de 643.515 habitants; el 1901 la superfície era de 3341 km² i la població de 689.030 habitants (638.689 el 1891)

## Història
La comarca de Delhi fou un lloc ideal per l'establiment de ciutats després de l'arribada dels aris. Restes de ciutats s'han trobat a entre 10 i 20 km a l'entorn de la vella Delhi especialment al sud i sud-est, sobre una superfície de 115 km². La primera fou Indraprashta fundada no abans del 1500 aC pels primers emigrants aris, esmentada al Mahabharata com a seu dels cinc Pandaves que van expulsar els salvatges nagas aborígens (sense cap relació amb els naga de Nagaland). El primer rei d'Indraprastha fou Yudisthira i va anar seguit de 30 generacions; el regne es van fer poderosos i van acabar en guerra contra els seus parents aris els kauraves als que van aniquilar; la branca dels pandaves es va extingir quan el tron fou usurpat pel ministre Visarwa, la nissaga del qual va conservar el poder cinc segles i fou succeït per una dinastia de quinze Gautames. El nom de Delhi apareix al segle i aC.
Per la seva història vegeu Delhi, Sultanat de Delhi i Imperi Mogol.
El 1803 va passar als britànics després de les victòries de Lord Lake; el territori cedit a la Companyia Britànica de les Índies Orientals incloïa un territori a l'oest del Jumna al nord i sud de la capital. Una part del territori adquirit es va assignar pel governador general al manteniment amb dignitat de la dinastia imperial, i quan Shah Alam II fou alliberat pels mahrates va rebre la major part del districte de Delhi i del districte d'Hissar però amb un resident i cap comissionat amb el control de la fiscalitat i la supervisió de certs afers i de la jurisdicció criminal. Alguns prínceps van conservar una nominal independència a la regió sent el més important el raja de Ballabhgarh. El 1819 es va establir regularment el districte que incloïa part del futur districte de Rohtak. El 1832 el poder fou transferit del Resident i Cap Comissionat a un Comissionat en relació amb les Províncies del Nord-oest i es van transferir les funcions judicials a la cort d'Agra. Així de fet el territori de Delhi estava de fet i de dret en mans de la Companyia. Després del motí del 1857, durant el qual els rebels van dominar el districte, el raja rebel de Ballabhgarh fou penjat i els seus dominis confiscats i incorporats al districte de Delhi; aquest districte també fou ampliat amb la incorporació del tahsil de Panipat (abans del districte de Karnal). El 1858 al final del motí, el districte fou transferit al govern del Panjab (quedant doncs fora de les Províncies Unides d'Agra i Oudh que més tard van substituir les Províncies del Nord-oest o Província d'Agra); les parganes orientals formades per terres al Doab van restar dins les Províncies del Nord-oest. L'emperador fou destronat i desterrat a Yangon (on va morir el 1862) i el seu domini (poc més que el palau de manera efectiva) fou inclòs al districte.
El 1911 Delhi fou declarada capital de l'Índia Britànica i es va decidir fundar una nova ciutat administrativa al costat de Delhi, que fou coneguda com a Nova Delhi, sota la direcció d'un equip d'arquitectes encapçalat per Edwin Lutyens. Nova Delhi (New Delhi) fou coneguda algun temps com Lutyens Delhi. El 15 d'agost de 1947 Nova Delhi fou declarada oficialment capital de l'Índia independent i el districte va esdevenir la província de Delhi i l'estat de Delhi el 26 de gener de 1950, sent rebaixat a territori l'1 de novembre de 1956.
L'esmena constitucional 69 de 1991, va suprimir el territori de Delhi i va establir un nou territori de la unió amb el nom oficial de National Capital Territory of Delhi, dotant al territori de limitats poders legislatius per una assemblea. Al territori s'hi inclouen la vella Delhi, Nova Delhi i nombrosos barris i suburbis al voltant de la capital, i va entrar en vigor l'1 de febrer de 1992.

## Geografia
El districte tenia el 1901 quatre ciutats i 714 pobles (les ciutats eren Delhi, Sonepat, Ballabgarh i Faridabad). Estava dividit en tres tahsils:Delhi, Sonepat i Ballabgarh.